# Матчи женской сборной России по волейболу 2012
В 2012 году женская сборная России по волейболу приняла участие в трёх официальных турнирах, проводимых под эгидой ФИВБ и ЕКВ.

## Турниры и матчи

### Европейский олимпийский отборочный турнир
| 2 мая. Анкара (Турция). Россия — Польша 2:3 (17:25, 25:16, 21:25, 25:19, 16:18). Предварительный этап. Группа «В» |
| --- |

Россия: Борисенко (6 очков), Перепёлкина (8), Соколова (15), Гамова (22), Старцева (5), Кошелева (18), Крючкова — либеро, Уланова — либеро. Выход на замену: Обмочаева.

Польша: Окуневска, Беднарек-Каша, Скорупа, Верблиньска, Сковроньска, Май — либеро. Выход на замену: Косек, Качор, Волос.
| 3 мая. Анкара (Турция). Россия — Сербия 3:1 (29:27, 22:25, 25:16, 25:19). Предварительный этап. Группа «В» |
| --- |

Россия: Борисенко (3), Перепёлкина (6), Соколова (18), Гамова (25), Старцева (2), Кошелева (20), Крючкова — либеро. Выход на замену: Обмочаева (1), Уланова, Меркулова (5).

Сербия: Бракочевич, Крсманович, Малешевич, Весович, Огненович, Рашич, Чебич — либеро. Выход на замену: Старович, Антониевич, Нинкович.
| 4 мая. Анкара (Турция). Россия — Нидерланды 3:1 (23:25, 25:11, 25:16, 25:14). Предварительный этап. Группа «В» |
| --- |

Россия: Борисенко (1), Перепёлкина (7), Соколова (17), Гамова (18), Старцева (4), Кошелева (11), Крючкова — либеро, Уланова — либеро. Выход на замену: Меркулова (5), Обмочаева (7), Эстес (3), Акулова.

Нидерланды: де Крёйф, Венсинк, Флир, Дейкема, Стам, Слутьес, Схот — либеро. Выход на замену: ван Тинен, Гротхёйс, Сталенс, Вергер, Стенберген.
| 5 мая. Анкара (Турция). Россия — Турция 1:3 (28:26, 24:26, 16:25, 21:25). Полуфинал |
| ----------------------------------------------------------------------------------- |

Россия: Борисенко (7), Перепёлкина (6), Соколова (13), Гамова (10), Старцева (2), Кошелева, Крючкова — либеро. Выход на замену: Обмочаева (15), Уланова, Эстес (1), Меркулова.

Турция: Токсой, Г.Сонсырма-Кырдар, Айдемир, Гюмюш, Эрдем-Дюндар, Дарнел, Кузубашиоглу — либеро, Гюрешен — либеро. Выход на замену: Услупехливан, О.Чемберджи-Кырдар, Озсой.
Европейский олимпийский квалификационный турнир прошёл в Турции с участием 8 команд. Сборная России в своей предварительной группе заняла второе место и вышла в полуфинал соревнований, где уступила сборной Турции, не сумев тем самым завоевать единственную разыгрывавшуюся путёвку на Олимпийские игры. Дальнейший отбор российским волейболисткам пришлом вести уже в мировом турнире, куда команда России попала благодаря высокому рейтингу среди сборных, ещё не квалифицировавшихся на Олимпиаду-2012.

### Мировой олимпийский отборочный турнир
| 19 мая. Токио (Япония). Россия — Таиланд 3:0 (25:19, 25:18, 25:16). |
| ------------------------------------------------------------------- |

Россия: Борисенко (10), Перепёлкина (12), Эстес (10), Обмочаева (14), Гамова (12), Старцева (2), Крючкова — либеро. Выход на замену: Уланова.

Таиланд: Тинкаов, Ситтирак, Апиньяпонг, Хьяпха, Томком, Кантхонг, Буакаев — либеро, Панной — либеро. Выход на замену: Чайсри, Гуэдпард, Кеавбундит.
| 20 мая. Токио (Япония). Россия — Южная Корея 3:0 (25:16, 25:23, 25:23). |
| ----------------------------------------------------------------------- |

Россия: Борисенко (7), Перепёлкина (7), Эстес (11), Обмочаева (13), Гамова (16), Старцева (1), Крючкова — либеро. Выход на замену: Уланова, Меркулова.

Южная Корея: Ким Са Ни, Ким Ён Гун, Хан Сон И, Чжон Дэ Ён, Хван Ён Чжу, Ян Хё Чжин, Ким Хэ Ран — либеро. Выход на замену: Лим Хё Сук, Хан Ю Ми, Ким Хи Чжин, Ли Сок Чжа, Ха Чжун Ым.
| 22 мая. Токио (Япония). Россия — Куба 3:0 (25:19, 25:18, 25:20). |
| ---------------------------------------------------------------- |

Россия: Борисенко (4), Перепёлкина (5), Эстес (10), Обмочаева (13), Гамова (20), Старцева (2), Крючкова — либеро. Выход на замену: Уланова.

Куба: Салас, Сантос, Паласиос, Хьель, Силье, Сильва Франко, Боррель — либеро. Выход на замену: Клехер, Кастаньеда.
| 23 мая. Токио (Япония). Россия — Перу 3:0 (25:17, 25:16, 25:9). |
| --------------------------------------------------------------- |

Россия: Борисенко (9), Перепёлкина (5), Эстес (7), Обмочаева (11), Гамова (15), Старцева, Крючкова — либеро. Выход на замену: Уланова, Акулова (2).

Перу: М.Урибе, Д.Урибе, Муньос, Руэда, Лопес, Ортис, Паласиос — либеро. Выход на замену: Акино, Руис.
| 25 мая. Токио (Япония). Россия — Сербия 3:1 (25:18, 25:11, 14:25, 25:22). |
| ------------------------------------------------------------------------- |

Россия: Борисенко (8), Перепёлкина (6), Эстес (18), Обмочаева (13), Гамова (18), Старцева (2), Крючкова — либеро. Выход на замену: Уланова, Меркулова (3).

Сербия: Бракочевич, Крсманович, Малешевич, Весович, Огненович, Велькович, Чебич — либеро. Выход на замену: Живкович, Старович, Рашич, Благоевич.
| 26 мая. Токио (Япония). Россия — Япония 3:0 (25:22, 25:20, 25:20). |
| ------------------------------------------------------------------ |

Россия: Борисенко (7), Махно (6), Перепёлкина, Эстес (9), Гамова (25), Старцева (1), Крючкова — либеро. Выход на замену: Обмочаева (1), Меркулова (9), Уланова.

Япония: Такэсита, Араки, Кимура, Синабэ, Эбата, Хираи, Сано — либеро. Выход на замену: Кано, Накамити, Ямагути, Сакода.
| 27 мая. Токио (Япония). Россия — Тайвань 3:0 (25:14, 25:17, 25:17). |
| ------------------------------------------------------------------- |

Россия: Борисенко (4), Махно (8), Перепёлкина (12), Эстес (6), Гамова (18), Старцева (2), Крючкова — либеро. Выход на замену: Меркулова (6), Уланова.

Тайвань: Тэн Еньминь, Ван Синьтин, Чэнь Вантинь, Чэнь Ваньчин, Вэнь Ицзу, Цай Иньфэн, Ян Мэнхуа — либеро. Выход на замену: Ень Пэйлин, Ляо Ваньцзу, Ву Коцзу.
В мировой олимпийской квалификации приняли участие 8 национальных сборных с четырёх континентов. Участники провели однокруговой турнир, по итогам которого были разыграны четыре вакантные путёвки на Олимпиаду-2012. Одна из этих путёвок досталась уверенно занявшей первое место сборной России.

### Олимпийские игры
| 28 июля. Лондон (Великобритания). Россия — Великобритания 3:0 (25:19, 25:10, 25:16). Предварительный этап. Группа «А» |
| --- |

Россия: Борисенко (3), Перепёлкина (8), Эстес (7), Обмочаева (14), Гамова (13), Старцева (2), Крючкова — либеро. Выход на замену: Соколова (1), Кошелева (1), Матиенко.

Великобритания: Лиф, Уикс, Брэгг, Битти, Картер, Мичел, Бертелли — либеро. Выход на замену: Тэйлор, Лэйбурн, Морган, Рейд, Сэнделл.
| 30 июля. Лондон (Великобритания). Россия — Доминиканская Республика 3:1 (25:23, 25:15, 24:26, 25:22). Предварительный этап. Группа «А» |
| --- |

Россия: Борисенко (9), Перепёлкина (12), Эстес (7), Обмочаева (14), Гамова (22), Старцева (3), Крючкова — либеро. Выход на замену: Соколова (3), Кошелева.

Доминиканская Республика: Варгас, Ариас, Нуньес, Кабрал де ла Круз, Эченике, де ла Круз де Пенья, Кастильо — либеро. Выход на замену: Эве Мехия, Марте Фрика, Мамбру, Ривера Бренс.
| 1 августа. Лондон (Великобритания). Россия — Алжир 3:0 (25:7, 25:14, 25:15). Предварительный этап. Группа «А» |
| --- |

Россия: Борисенко (9), Перепёлкина (11), Эстес (6), Обмочаева (10), Гамова (4), Старцева (2), Крючкова — либеро. Выход на замену: Соколова (12), Кошелева (5), Меркулова (1), Уланова.

Алжир: Хеннауи, Бенсалем, Абдеррахим, Букхима, Улму, Айсу, Хаммуш — либеро. Выход на замену: Мансури, Бурихан.
| 3 августа. Лондон (Великобритания). Россия — Япония 3:1 (27:25, 25:17, 20:25, 25:19). Предварительный этап. Группа «А» |
| --- |

Россия: Борисенко (5), Перепёлкина (3), Эстес (11), Обмочаева (26), Гамова (29), Старцева (2), Крючкова — либеро. Выход на замену: Соколова, Меркулова (5).

Япония: Такэсита, Ямагути, Инуэ, Отомо, Сакода, Кимура, Сано — либеро. Выход на замену: Накамити, Араки, Кано, Синабэ.
| 5 августа. Лондон (Великобритания). Россия — Италия 3:2 (26:28, 25:19, 22:25, 25:16, 15:11). Предварительный этап. Группа «А» |
| --- |

Россия: Борисенко (2), Перепёлкина (9), Эстес (2), Обмочаева (33), Гамова (31), Старцева (1), Крючкова — либеро. Выход на замену: Соколова (10), Меркулова (5), Кошелева (1).

Италия: Арригетти, Ло Бьянко, Дель Коре, Л.Бозетти, Джоли, Костагранде, Кроче — либеро. Выход на замену: Рондон, Пиччинини, Ди Дженнаро.
| 7 августа. Лондон (Великобритания). Россия — Бразилия 2:3 (26:24, 22:25, 25:19, 22:25, 19:21). Четвертьфинал |
| --- |

Россия: Борисенко (3), Перепёлкина (8), Соколова (28), Обмочаева (25), Гамова (25), Старцева (2), Крючкова — либеро. Выход на замену: Эстес, Кошелева.

Бразилия: Фабиана, Дани Линс, Таиса, Жаклин, Шейла, Фе Гарай, Фаби — либеро. Выход на замену: Фернандинья, Тандара, Наталья, Паула.
Олимпийский турнир для сборной России вновь, как и четырьмя годами ранее, завершился на четвертьфинальной стадии. Уверенно заняв в своей группе предварительного этапа первое место, российские волейболистки в первом раунде плей-офф вышли на действующих олимпийских чемпионок — сборную Бразилии. Упорнейший пятисетовый поединок завершился в пользу южноамериканской команды, несмотря на то что в решающей 5-й партии российская сборная имела 6 матч-болов, которые так и не смогла реализовать.
Волейболистка сборной России Евгения Старцева признана лучшей связующей олимпийского турнира.

## Итоги
Всего на счету сборной России в 2012 году 17 официальных матчей. Из них выиграно 14, проиграно 3. Соотношение партий 47:16. Соперниками россиянок в этих матчах были национальные сборные 15 стран.
| Турнир                                    | И | В | П | С/О  | Место |
| ----------------------------------------- | - | - | - | ---- | ----- |
| Европейский олимпийский отборочный турнир | 4 | 2 | 2 | 9:8  | 3—4-е |
| Мировой олимпийский отборочный турнир     | 7 | 7 | 0 | 21:1 | 1-е   |
| Олимпийские игры                          | 6 | 5 | 1 | 17:7 | 5—8-е |

## Состав
В скобках после количество игр указано число матчей, проведённых волейболисткой в стартовом составе + в качестве либеро.
| №  | Игрок                         | Год рождения | Амплуа      | Клуб            | Турниры и игры | Турниры и игры | Турниры и игры | Всего матчей |
| №  | Игрок                         | Год рождения | Амплуа      | Клуб            | ЕОК            | МОК            | ОИ             | Всего матчей |
| -- | ----------------------------- | ------------ | ----------- | --------------- | -------------- | -------------- | -------------- | ------------ |
| 1  | Мария Борисенко               | 1986         | центральная | «Динамо-Казань» | 4 (4)          | 7 (7)          | 6 (6)          | 17 (17)      |
| 2  | Леся Махно                    | 1981         | нападающая  | «Динамо-Казань» |                | 2 (2)          |                | 2 (2)        |
| 3  | Мария Перепёлкина             | 1984         | центральная | «Динамо» М      | 4 (4)          | 7 (7)          | 6 (6)          | 17 (17)      |
| 4  | Евгения Эстес                 | 1975         | нападающая  | «Уралочка»-НТМК | 2              | 7 (7)          | 6 (5)          | 15 (12)      |
| 5  | Любовь Соколова               | 1977         | нападающая  | «Фенербахче»    | 4 (4)          |                | 6 (1)          | 10 (5)       |
| 6  | Анна Матиенко                 | 1981         | связующая   | «Динамо» М      |                |                | 1              | 1            |
| 7  | Светлана Крючкова             | 1985         | либеро      | «Динамо» М      | 4 (0+4)        | 7 (0+7)        | 6 (0+6)        | 17 (0+17)    |
| 8  | Наталья Обмочаева (Гончарова) | 1989         | нападающая  | «Динамо» М      | 4              | 6 (5)          | 6 (6)          | 16 (11)      |
| 11 | Екатерина Гамова              | 1980         | нападающая  | «Динамо-Казань» | 4 (4)          | 7 (7)          | 6 (6)          | 17 (17)      |
| 13 | Евгения Старцева              | 1989         | связующая   | «Динамо» Кр     | 4 (4)          | 7 (7)          | 6 (6)          | 17 (17)      |
| 14 | Екатерина Уланова             | 1986         | либеро      | «Динамо-Казань» | 4 (0+2)        | 7              | 1              | 12 (0+2)     |
| 15 | Татьяна Кошелева              | 1988         | нападающая  | «Динамо» Кр     | 4 (4)          |                | 5              | 9 (4)        |
| 16 | Юлия Меркулова                | 1984         | центральная | «Динамо» М      | 3              | 4              | 3              | 10           |
| 18 | Марина Акулова                | 1985         | связующая   | «Омичка»        | 1              | 1              |                | 2            |

- Клубы волейболисток указаны по состоянию на июнь 2012 г.
- Главный тренер — Сергей Овчинников.
- Тренер — Игорь Курносов .

Всего в 2012 году в составе сборной России в официальных турнирах играло 14 волейболисток.

## Другие турниры
- Кубок первого президента России Б. Н. Ельцина по волейболу. 4—8 июня.  Екатеринбург.

Польша 3:0, Куба 3:1, Бразилия 3:0, Италия 3:0. Итог — 1-е место.
Состав сборной России: М.Борисенко, Л.Махно, М.Перепёлкина, Е.Эстес, А.Матиенко, С.Крючкова, Н.Обмочаева, Р.Мороз, Д.Исаева, Е.Гамова, Е.Старцева, Е.Уланова, Ю.Меркулова, М.Акулова, В.Чаплина.
- Edison Volley Cup. 13—15 июля.  Алассио

Турция 1:3, Италия 3:2. Итог — 3-е место.
Состав сборной России: М.Борисенко, Л.Махно, М.Перепёлкина, Е.Эстес, А.Матиенко, Н.Обмочаева, Р.Мороз, Е.Гамова, Е.Старцева, Е.Уланова, Т.Кошелева, Ю.Меркулова, В.Чаплина.